# San Marino Baseball Club
San Marino Baseball Club je profesionální baseballový klub ze San Marina. Oficiální název klubu v současnosti je T & A San Marino, podle hlavního sponzora Tecnologie e Ambiente S. A. Hraje nejvyšší italskou ligu – Italian Baseball League.

## Úspěchy
V posledních letech patří ke špičce italské ligy i k nejlepším baseballovým klubům Evropy.
V roce 2008 vybojoval italský titul, v letech 2006 a 2011 zvítězil v Evropském poháru mistrů
- vítěz Italian Baseball League 2008
- vicemistr Italian Baseball League 2005, 2009
- vítěz Evropském poháru mistrů 2006, 2011
- finalista Evropského poháru mistrů 2001, 2008